# Rapala abusina
Rapala abusina är en fjärilsart som beskrevs av Hans Fruhstorfer 1912. Rapala abusina ingår i släktet Rapala och familjen juvelvingar. Inga underarter finns listade.